# Falcon Futebol Clube
O Falcon Futebol Clube, ou simplesmente conhecido como Falcon, é um clube brasileiro de futebol da cidade de Aracaju, em Sergipe. Foi fundado em 23 de novembro de 2020, como um clube-empresa, e logo se filiou à Federação Sergipana de Futebol.
O clube tem um grande projeto no âmbito futebolístico sergipano, contendo um CT e alojamento para até 52 atletas, e dentre esses atletas, também existem estrangeiros que fazem parte do plantel do clube.

## História
O Falcon Futebol Clube, surgiu na cidade de Barra dos Coqueiros, litoral de Sergipe, em novembro de 2020, como um clube-empresa e em pouco tempo de tempo de existência, o clube se filia a FSF e com isso podendo disputar os campeonatos profissionais e de base organizados pela federação. No dia 8 de janeiro de 2024, conclui seu processo de transferência para a cidade de Aracaju
O primeiro campeonato que o clube debutou foi o Sergipano Sub-20 - Série A2, ficando num grupo de América de Propriá, Canindé, Coritiba-SE e Força Jovem.
Ao final daquela primeira fase, o clube consegue a proeza de passar de fase em 1ª colocado e de forma invicta. Na semifinal, o carcará, enfrentou a equipe do Riachão e no jogo de ida, em Riachão do Dantas, o Falcon conseguiu vencer a partida pelo placar mínino de 1 a 0, no jogo de volta houve um empate de 1 a 1, e com isso o Falcon chegaria em sua primeira final. Na final o Falcon veio a enfrentar o Santa Cruz de Riachuelo, em jogo único, ocorrido no Batistão, em Aracaju, se finalizou com um empate de 0 a 0 e a equipe de Riachuelo conseguiu vencer nos pênaltis, pelo placar de 4 a 2, faturando o título do campeonato.
Logo após a final do Sub-20, em outubro, se inicia Sergipano Série A2, na categoria profissional e nela ficou num grupo de Barra-SE, Coritiba-SE, Riachão e Sport-SE. A primeira partida profissional do clube foi contra o Barra-SE, fazendo o clássico local, terminando com um empate de 0 a 0.
Em novembro de 2021, o time conquista seu acesso ao Campeonato Sergipano logo no primeiro ano como profissional, após vencer o Barra nos pênaltis por 5 a 4, depois de 2 empates por 0 a 0. Com isso, disputou a final do Sergipano A2 contra o América de Propriá, vencendo em partida única no Batistão por 2 a 0 e se sagrando campeão da competição.
Em 2022 no campeonato sergipano, o Falcon conseguiu chegar a final do campeonato passando pelo Confiança por gols fora, mas perdeu para o Sergipe em um agregado de 3 a 2.

## Títulos
| ESTADUAIS | ESTADUAIS                       | ESTADUAIS | ESTADUAIS  |
|           | Competição                      | Títulos   | Temporadas |
| --------- | ------------------------------- | --------- | ---------- |
|           | Campeonato Sergipano - Série A2 | 1         | 2021       |

## Estatísticas
|  | Participações em 2025 |

| Competição | Competição           | Temporadas | Melhor campanha     | Estreia | Última | P | R |
| Sergipe    | Campeonato Sergipano | 4          | Vice-campeão (2022) | 2022    | 2025   |   | – |
| Sergipe    | Série A2             | 1          | Campeão (2021)      | 2021    | 2021   | 1 |   |
| Brasil     | Série D              | 1          | 30º colocado (2023) | 2023    | 2023   | – |   |
| Brasil     | Copa do Brasil       | 1          | 1ª fase (2023)      | 2023    | 2023   |   |   |